# 神奈川東部方面線
- 關於西谷站- 新橫濱站路線詳情，請見「相鐵新橫濱線」。
- 關於新橫濱站 - 日吉站路線詳情，請見「東急新橫濱線」。
- 關於橫濱國際都建設計畫都市高速鐵道第6號相鐵·JR直通線，請見「相鐵·JR直通線」。
- 關於橫濱國際都建設計畫都市高速鐵道第7號相鐵·東急直通線，請見「相鐵·東急直通線」。

神奈川東部方面線（日语：／ kanagawa tōbu hōmen sen */?）是日本相模鐵道（相鐵）本線西谷站與JR東海道貨物線橫濱羽澤貨物站附近連結，之後途經新橫濱站直通至東急電鐵（東急）東橫線、目黑線日吉站的鐵路線計劃名稱。
正式路線名來說，相鐵營運的西谷站－新橫濱站間稱為相鐵新橫濱線、東急營運的新橫濱站－日吉站間稱為東急新橫濱線。雙方在正式路線名都將冠以自家公司的正式略稱名，對於東急來說是東急多摩川線以來第2次，對於相鐵而言則是第一次。
此條目將途經羽澤橫濱國大站將西谷站與東日本旅客鐵道（JR東日本）的東海道貨物線連結，並與之直通運行稱為相鐵·JR直通線，途經新橫濱站連結羽澤橫濱國大站與日吉站，並與東急線互相直通運行稱為相鐵·東急直通線。
截至2014年（平成26年），相鐵·JR直通線預定在2018年（平成30年）度內開業，相鐵·東急直通線預定在2019年（平成31年）4月開業。但2016年（平成28年）8月，相鐵宣佈與JR直通線延期至2019年（令和元年）度下期，原因是用地取得遭遇困難，且安全設備需要時間檢討；與東急直通線延至2022年（令和4年）度下期，原因是地質調查發現較原先預期的鬆軟，需輔助工法改良。兩線的建設預算也從2,739億日元增加至約4,022億日元。

## 詳細資料

### 相鐵·JR直通線
- 都市計劃的名稱：橫濱國際港都建設計劃都市高速鐵道 第6號相鐵·JR直通線
- 計劃決定日：2010年（平成22年）3月15日
- 起點：橫濱市保土谷區西谷町
- 終點：橫濱市神奈川區羽澤町（日语：羽沢町）
- 全長：約3,030公尺（地下式：約1,930公尺，地表式：約1,100公尺）
- 事業主體：獨立行政法人鐵道建設·運輸設施整備支援機構
- 營業主體：相模鐵道株式會社、東日本旅客鐵道

### 相鐵·東急直通線
- 都市計劃的名稱：橫濱國際港都建設計劃都市高速鐵道 第7號相鐵·東急直通線
- 計劃決定日：2012年（平成24年）10月5日
- 起點：橫濱市神奈川區羽澤南二丁目
- 終點：橫濱市港北區日吉本町一丁目
- 全長長：約9,980公尺（地下式：約8,960公尺，地表式：約1,020公尺）
- 事業主體：獨立行政法人鐵道建設·運輸設施整備支援機構
- 營業主體：相模鐵道株式會社、東急電鐵株式會社
- 2018年12月13日決定路線名[3]

## 年表
- 2022年（令和4年）
  - 1月27日：相鐵・東急・東京地鐵・都營地鐵・埼玉高速鐵道・東武・西武共同聲明相鐵·東急直通線計劃於2023年3月開通。相鐵本線・相鐵泉野線・東急東橫線・東急目黑線・東京地鐵副都心線・東京地鐵南北線・都營地鐵三田線・埼玉高速鐵道線・東武東上本線正式宣布將相互直接運轉運營[4]。10節火車編成・8節火車編成全區間運行，部分6節車廂僅在東急新橫濱線區間（日吉～新橫濱）運行。 此外，西武將不會進入相鐵·東急直通線，而只會像往常一樣直接運營到橫濱[5]

## 各家鐵道業者回應

### 東急
3020投入、為目黑線增加了3班列車。
東橫線也將從 2023年3月起與相鐵·東急直通線相互直接運轉運營。
東急新橫濱線除8節車廂和10節車廂外，還將運行部分6節車廂列車。但是，6節車廂的列車不會開往相鐵新橫濱線，而是在新橫濱站返回。

### 東武
東武鐵道回應，最初沒有跟相鐵鐵道直通運轉計畫，2022年1月改變政策至今，突然改為相互直接實施到相鐵直通運轉計畫，直接連接東海道新幹線將擴大東武東上本線的便利性，並導致該線的振興。預定搭乘東急新橫濱線、相鐵線。2022年1月27日已正式決定搭乘相鐵·東急直通線的東武東上線列車。2022年2月當時，尚無將相鐵直接建造到自己的車輛上的計劃。

### 西武
由於預計西武鐵道的使用率將低於橫濱站，因此決定不進入東急新橫濱線和相鐵線。

## 車站列表
- 除羽澤橫濱國大站及西谷站以外都未有正式公佈名稱，優等列車的設定、停車站等也未曾決定，現在只記載在新聞稿記載的車站。根據鐵道·運輸機構，前述日吉－新橫濱間的營業主體是東急，新橫濱－西谷間的營業主體是相鐵[8]。
- 車站編號的路線記號，在相鐵側採用所有路線共通的「SO」，東急側由於每條路線的記號都不同，東急新橫濱線的路線記號與路線顏色等都尚未確定，此處省略。
- 所有車站都位於神奈川縣橫濱市。
- （）內的英文字母的數字顯示車站編號。

| 路線          | 事業名稱          | 中文站名             | 日文站名 | 英文站名 | 站間距離 | 累計距離(路線) | 累計距離(事業) | 接續路線 | 所在地 |
| ------------- | ----------------- | -------------------- | -------- | -------- | -------- | -------------- | -------------- | --- | --- |
| 直通運行      | 直通運行          | 直通運行             | 直通運行 | 直通運行 | 直通運行 | 直通運行       | 直通運行       | 直通運行至相模鐵道本線海老名站 預定途經相模鐵道本線直通運行至泉野線湘南台站 | 直通運行至相模鐵道本線海老名站 預定途經相模鐵道本線直通運行至泉野線湘南台站 |
| 相鐵 新橫濱線 | 相鐵 ·JR 直通線   | 西谷（SO08）         |          |          | -        | 0.0            | 0.0            | 相模鐵道： 本線（星川、橫濱方向）（SO08）（部分列車直通至海老名方向，將來部分列車直通至湘南台方向） | 保土谷區 |
| 相鐵 新橫濱線 | 相鐵 ·JR 直通線   | 羽澤橫濱國大（SO51） |          |          | 2.1      | 2.1            | 2.1            | 東日本旅客鐵道：東海道本線支線（東海道貨物線）（直通至西谷方向） | 神奈川區 |
| 相鐵 新橫濱線 | 相鐵 ·東急 直通線 | 羽澤橫濱國大（SO51） | 0.0      |          | 2.1      | 2.1            |                | 東日本旅客鐵道：東海道本線支線（東海道貨物線）（直通至西谷方向） | 神奈川區 |
| 相鐵 新橫濱線 | 相鐵 ·東急 直通線 | 新橫濱（SO52、SH01） |          |          | 4.2      | 6.3            | 4.2            | 東海旅客鐵道： 東海道新幹線 東日本旅客鐵道： 橫濱線（JH16） 橫濱市營地下鐵： 藍線（B25） | 港北區 |
| 東急 新橫濱線 | 相鐵 ·東急 直通線 | 新橫濱（SO52、SH01） | 0.0      |          | 4.2      |                | 4.2            | 東海旅客鐵道： 東海道新幹線 東日本旅客鐵道： 橫濱線（JH16） 橫濱市營地下鐵： 藍線（B25） | 港北區 |
| 東急 新橫濱線 | 相鐵 ·東急 直通線 | 新綱島（SH02）       |          |          | 3.6      | 3.6            | 7.8            | （與東橫綫的綱島站非常接近，但票務上兩站並不提供任何換乘優惠。） | 港北區 |
| 東急 新橫濱線 | 相鐵 ·東急 直通線 | 日吉（SH03）         |          |          | 2.2      | 5.8            | 10.0           | 東急電鐵： 東橫線（菊名、橫濱方向）（TY13）、 目黑線（MG13） 橫濱市營地下鐵： 綠線（G10） | 港北區 |
| 直通運行      | 直通運行          | 直通運行             | 直通運行 | 直通運行 | 直通運行 | 直通運行       | 直通運行       | 羽澤橫濱國大站起 ○JR東日本：途經湘南新宿線大崎站、新宿站、埼京線大宮站直通運行至川越線川越站（一部分途經品鶴線直通至東京站）方向 日吉站起 ○東急·都營地下鐵：預定途經目黑線目黑站直通運行至都營三田線西高島平站（一部分途經東橫線直通至澀谷站）方向 | 羽澤橫濱國大站起 ○JR東日本：途經湘南新宿線大崎站、新宿站、埼京線大宮站直通運行至川越線川越站（一部分途經品鶴線直通至東京站）方向 日吉站起 ○東急·都營地下鐵：預定途經目黑線目黑站直通運行至都營三田線西高島平站（一部分途經東橫線直通至澀谷站）方向 |

## 來源
1. ↑  .   [2018-12-31]. （原始内容存档于2020-10-24）.
2. ↑  . マイナビニュース. 2016-08-26  [2016-08-26]. （原始内容存档于2016-08-26）.
3. ↑   (PDF).   [2018-12-31]. （原始内容 (PDF)存档于2018-12-13）.
4. ↑   (PDF).   [2022-02-15]. （原始内容 (PDF)存档于2022-02-15）.
5. 1 2 3  . 乗りものニュース. 2022-01-27  [2022-01-28]. （原始内容存档于2022-06-23）.
6. ↑   (PDF) (新闻稿). 東京急行電鉄. 2019-03-26  [2019-03-27]. （原始内容 (PDF)存档于2019-03-27）.
7. 1 2 3   (PDF).   [2021-01-27]. （原始内容 (PDF)存档于2022-01-28）.
8. ↑  神奈川・東京結ぶ新動脈　相鉄・東急直通線工事の全容 （页面存档备份，存于）（日本経済新聞2014年10月17日）
9. ↑  . 國土交通省鐵道局: 8. 2022-10-21  [2022-12-20]. 原始内容存档于2023-03-31 （日语）. 綱島駅、新綱島駅は同一駅ではなく、綱島駅で下車し、新綱島駅で再度乗車する場合には、綱島駅で一度運賃精算を行う必要があり

## 外部連結
- 都心直通プロジェクト （页面存档备份，存于） - 相模鉄道（更新日不明/2017年1月28日閲覧）
- 大倉山商店街公式サイト （页面存档备份，存于）（本路線の大倉山駅設置を訴えるページが存在する）
- 横浜市都市整備局 神奈川東部方面線の整備 （页面存档备份，存于）
- 鉄道・運輸機構 鉄道の建設 事業概要 相鉄・ＪＲ直通線、相鉄・東急直通線 直通線事業紹介
- 2019年開業予定の相鉄・東急直通線、羽沢駅(仮称)〜日吉駅間の計画案を発表 （页面存档备份，存于） （毎日コミュニケーションズ）
- 都市鉄道利便増進事業 神奈川東部方面線 相鉄・JR直通線、相鉄・東急直通線 （页面存档备份，存于）